# Ogrodniki (sielsowiet Wołczyn)
Ogrodniki (biał. Агароднікі, Aharodniki; ros. Огородники, Ogorodniki) – wieś na Białorusi, w obwodzie brzeskim, w rejonie kamienieckim, w sielsowiecie Wołczyn, przy granicy z Polską.
Wieś położona jest nad Pulwą, w pobliżu jej ujścia do Bugu. Znajduje tu się stałe stanowisko ogniowe linii Mołotowa, udostępnione do zwiedzania.

## Historia
W XIX i w początkach XX w. położone były w Rosji, w guberni grodzieńskiej, w powiecie brzeskim.
W dwudziestoleciu międzywojennym leżały w Polsce, w województwie poleskim, w powiecie brzeskim, w gminie Wołczyn. W 1921 miejscowość liczyła 257 mieszkańców, zamieszkałych w 62 budynkach, w tym 252 Białorusinów i 5 Polaków. 252 mieszkańców było wyznania prawosławnego i 5 rzymskokatolickiego.
Po II wojnie światowej w granicach Związku Sowieckiego. Od 1991 w niepodległej Białorusi.